# Memento mori
Memento mori (lat. "Sjeti se smrti") pravac je u umjetnosti s puno inačica, ali sa zajedničkom porukom, a to je podsjetiti čovjeka o njegovoj smrtnosti. Izraz "memento mori" se širio paralelno s rastom kršćanstva, koji je stavljao akcente na nebo, pakao i ozdravljanje duše prije života poslije smrti.
Česti motiv u ovoj vrsti umjentosti bila je ljudska lubanja ili pješčani sat, koji su trebali asocirati na prolaznost zemaljskoga života.
Izraz se može promatrati i kao idejni pravac u umjetničkom stvaralaštvu tijekom antičkoga doba, renesanse i baroka, a često se upoređuje s vanitas motivima ili carpe diem značenjem. 
Memento mori je inačica latinske poslovice Memento te mortalem esse, "Sjeti se da si smrtan", koja je prema tradiciji trebala podsjetiti rimskoga vojskovođu o prolaznosti, koji je poslije pobjede trijumfalno ujahao u Rim. Prema drugim tvrdnjama, ova poslovica je izmjena citata u Tertulijanovom Apologeticum, "Respice post te! Hominem te memento!", što znači "Pogledaj iza sebe! Sjeti se da si čovjek!". Na taj način je Tertulijan htio na to podsjetiti cara dok je sjedio u svojim pobjedničkim kolima. 
Poslije ekonomskog pada u Europi uz jedan dugi period epidemija (vidi doba kuge), prisutan je bio jaki osjećaj prolaznosti. Memento mori je bila podsjetnik na smrt koja je stalno bila prisutna među ljudima, a na mnogima umjetničkim djelima, koja su nastala tijekom 17. stoljeća i kasnije,  smrt je predstavljena s kosom.
Kasnije dolazi do pojave i drugog pravca u poeziji i umjetnosti Memento vivere, "Sjeti se života", koji je imao maksimu slavljenja života.